# Michel Mandel
Michel Mandel (Antwerpen, 24 januari 1926 − 20 januari 2017) was een Belgisch-Nederlands fysisch chemicus en hoogleraar aan de Universiteit Leiden. Internationaal gold hij als een deskundige op het gebied van diëlektrische spectroscopie en polyelektrolyten.

## Biografie
Mandel promoveerde in 1955 te Brussel. Per 1 september 1958 werd hij benoemd tot lector aan de Universiteit Leiden in de fysische chemie. Op 8 mei 1964 werd hij benoemd tot gewoon lector met dezelfde leeropdracht. Op 13 juni 1961 werd hij benoemd tot gewoon hoogleraar aan diezelfde universiteit. Hij aanvaardde dat ambt op 9 november 1962. Zijn oratie had als titel De ontwikkeling van de chemie tot fysische wetenschap.
Hij was gasthoogleraar in Israël, Italië en België. Daarnaast was hij hoofdredacteur van het tijdschrift Biophysical Chemistry. In 1991 ging hij met emeritaat; even daarvoor was hem bij gelegenheid van zijn 65e verjaardag een symposium aangeboden.
Mandel was de jongere broer van de econoom en trotskist Ernest Mandel.

## Publicaties
- Mandel, Michel, and U. P. Strauss. Polyelectrolytes. Dordrecht: Reidel, 1974.
- Bedeaux, D. ; Leyte, J.C. ; Smit, J.A.M. Polyelectrolytes. Papers presented at the International Symposium on Polyelectrolytes, Leiden University, Leiden, December 13-14, 1990 and dedicated to Professor Michel Mandel on the occasion of his 65th birthday (24th January 1991). Amsterdam [etc.], 1991.

Artikelen, een selectie
- Mandel, Michel, and André Jenard. "Dielectric behaviour of aqueous polyelectrolyte solutions. Part 1." Transactions of the Faraday Society 59 (1963): 2158-2169.
- Koene, Rudolf S., and Michel Mandel. "Scaling relations for aqueous polyelectrolyte-salt solutions. 1. Quasi-elastic light scattering as a function of polyelectrolyte concentration and molar mass." Macromolecules 16.2 (1983): 220-227.
- Mandel, Michel. "The Poisson-Boltzmann equation for aqueous solutions of strong polyelectrolytes without added salt: the cell model revisited." The Journal of Physical Chemistry 96.10 (1992): 3934-3942.
- Wissenburg, P., Odijk, T., Cirkel, P., & Mandel, M. (1995). "Multimolecular aggregation of mononucleosomal DNA in concentrated isotropic solutions." Macromolecules, 28(7), 2315-2328.

- Nederlandse Thesaurus van Auteursnamen: 095092765
- Système universitaire de documentation: 18512044X
- Virtual International Authority File: 295623441
- WorldCat: E39PBJp9pKhT3cwqdqpYtD4cyd